# Poemenia pedunculata
Poemenia pedunculata là một loài tò vò trong họ Ichneumonidae.